# Petruskerk (Pieterburen)
De gotische Petruskerk van het dorp Pieterburen op het Hogeland in de Nederlandse provincie Groningen werd in de eerste helft van de 15e eeuw gebouwd.

## Beschrijving
De kerk is in het begin van de 17e eeuw uitgebreid met een noordelijke dwarsbeuk. Vroeger had de kerk een losstaande toren, die echter begin 19e eeuw werd afgebroken wegens bouwvalligheid. De huidige vierkante toren met balustrade en achtkantige dubbele lantaarn werd aan de kerk vastgebouwd tussen 1805 en 1808 in opdracht van jonker Goosen Geurt Alberda, borgheer van Dijksterhuis bij Pieterburen, zoals blijkt uit de tekst van de in de toren ingemetselde steen. Deze toren fungeerde tevens als gevangenis voor het dorp.
In het koor van de kerk bevindt zich de grafkelder van de borgheren van Dijksterhuis. Hun herenbank, ontworpen door de stadsbouwmeester van Groningen, Allert Meijer, en uitgevoerd in 1707-1716, bevindt zich eveneens in het koor. Het houtsnijwerk is gemaakt door Jan de Rijk. In de herenbank is een voorstelling van de Griekse held Hercules. Het wapen van de Alberda's bevindt zich aan de voorzijde van de preekstoel.
Een van de rouwborden in het koor van de kerk is van Diederik Sonoy, de geuzenleider die in 1597 overleed in de borg Dijksterhuis.
De preekstoel is gemaakt in de tweede helft van de 18e eeuw. Op de hoeken zijn allegorische vrouwenfiguren geplaatst. Het klankbord boven de preekstoel is van een ouder datum.
In de triomfboog zijn voorstellingen van het offer van Abraham en Christus en de Samaritaanse vrouw bij de put te zien. Dit houtsnijwerk is gemaakt door Anthonie Walles.
Het oorspronkelijke kerkorgel, gebouwd door Arp Schnitger in 1696-1699, staat nu in de Michaelkerk (Mensingeweer). Het huidige orgel dateert van 1901, toen het als replica van het oorspronkelijke orgel werd ingebouwd door de firma Leichel. De bouw in 1698 leverde Schnitger de nodige hoofdbrekens op, omdat zijn knecht hem in financieel opzicht benadeelde:
Dewijl ik destijds uit Groningen moest vertrekken heb ik dit orgel aan mijne knecht Joan Ratje onderhanden gegeven, welke op die plaats liefdes-betrekkingen had aangeknoopt. In Hamburg gekomen, waar ik moest wezen, heb ik vandaar vele benodigdheden tot dit orgel overgezonden, maar in alles slechts f 50 ontvangen. Zoo handelden mijne gezellen
De kerk is thans in het bezit van de Stichting Oude Groninger Kerken. Van tijd tot tijd worden er concerten gegeven. Zowel kerk als toren worden beschermd als rijksmonument.

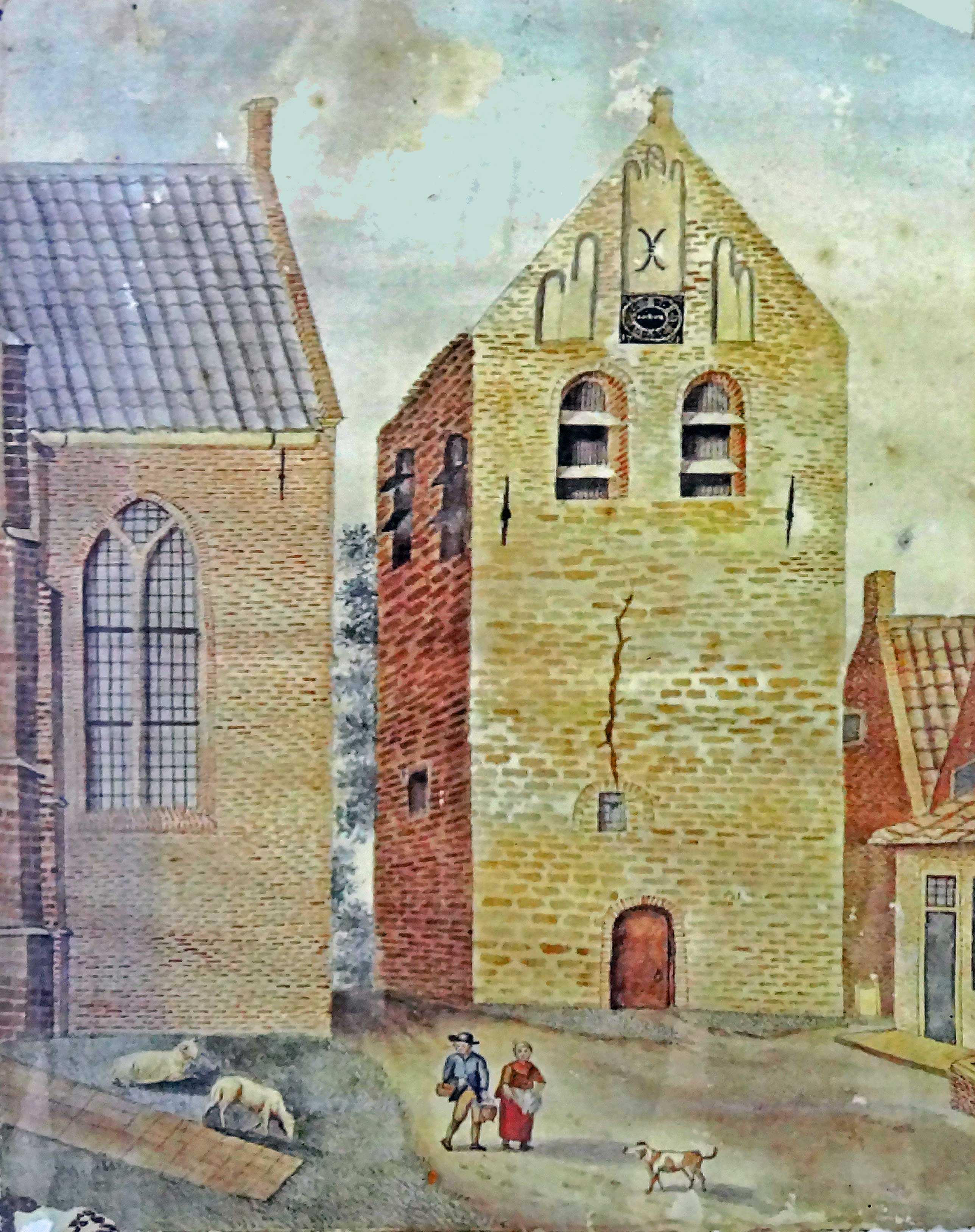
Anonieme aquarel van de rond 1805 afgebroken vrijstaande toren bij de kerk
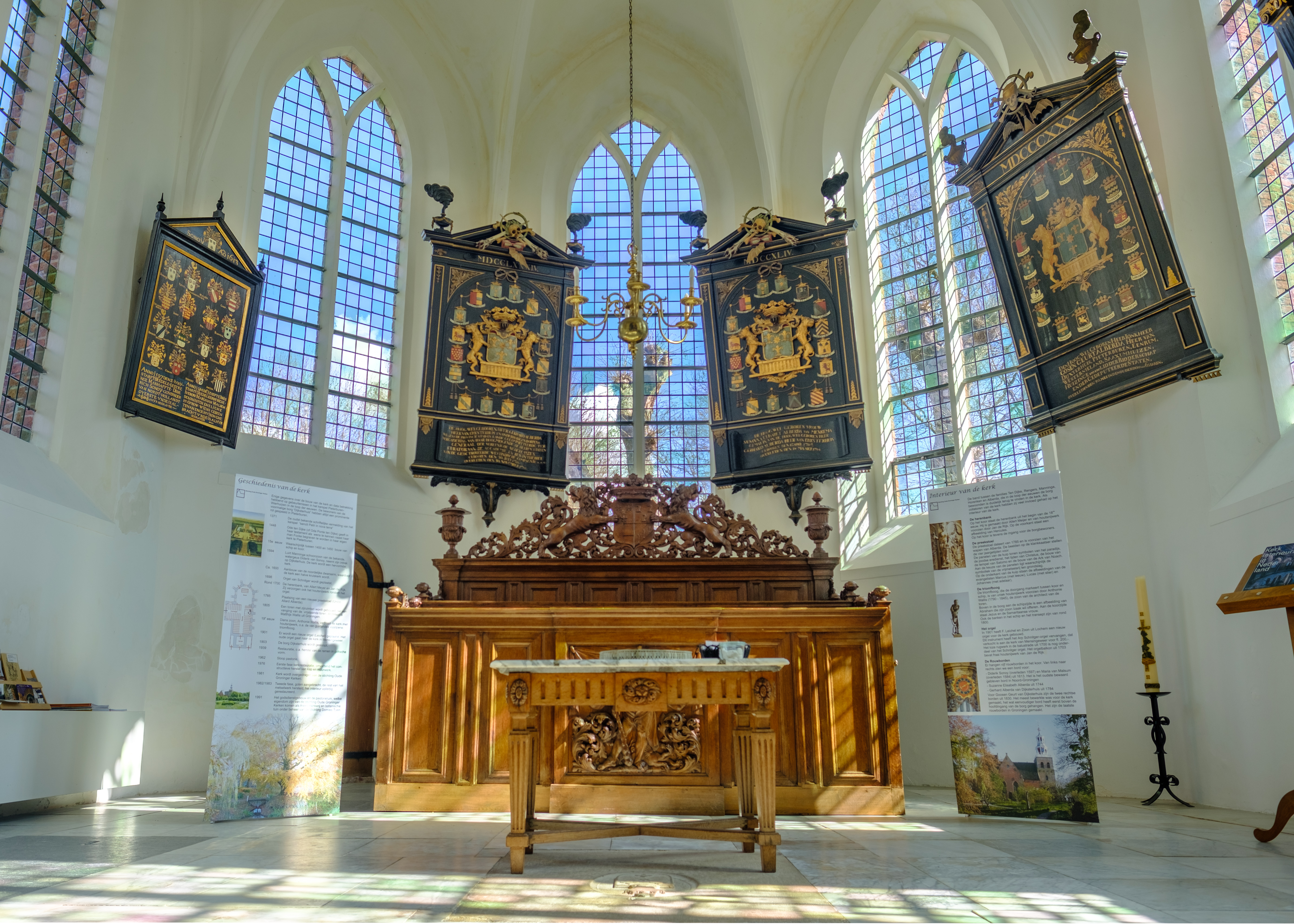
Koor met rouwborden van de bewoners van de borg Dijksterhuis
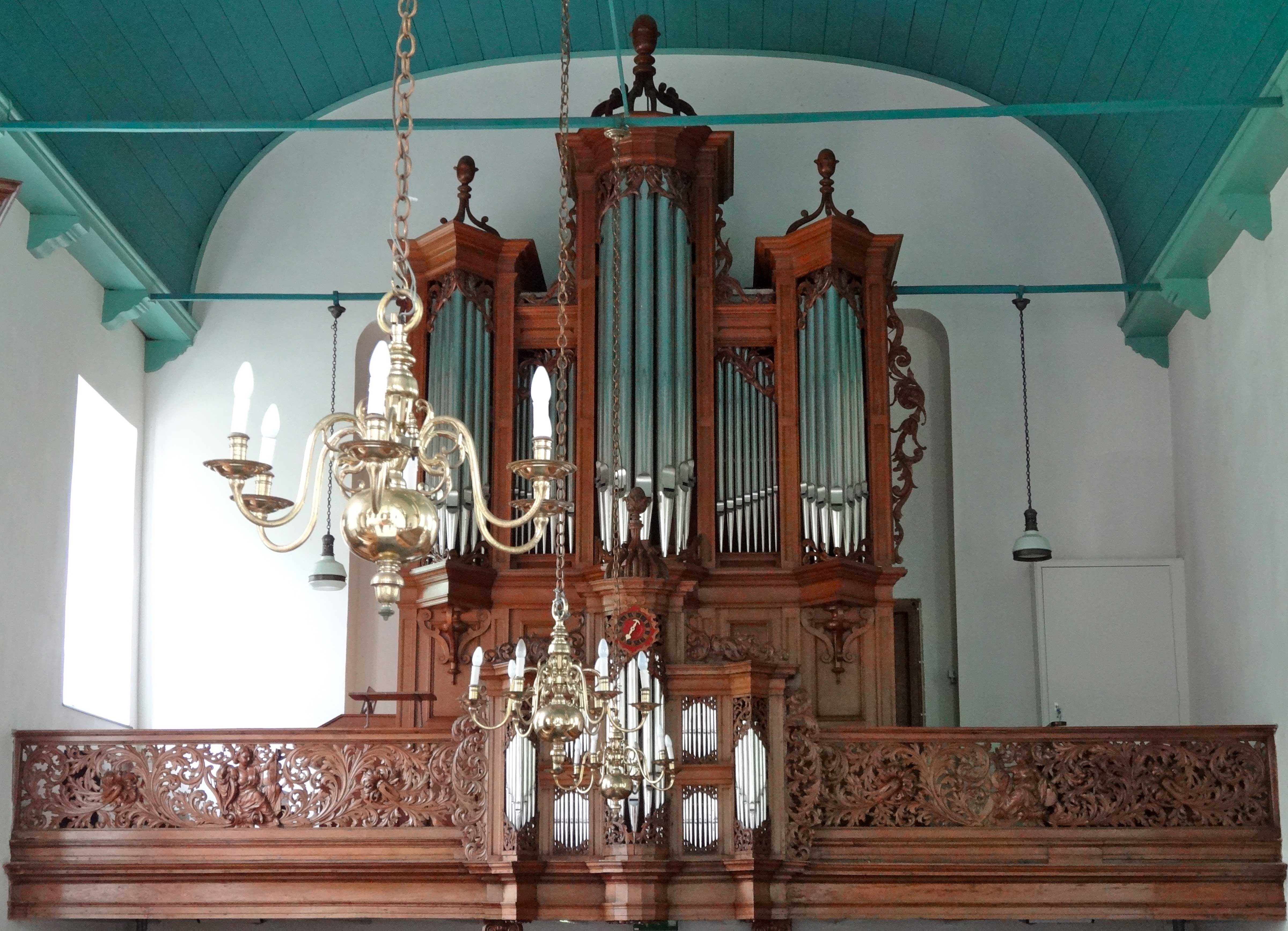
orgel
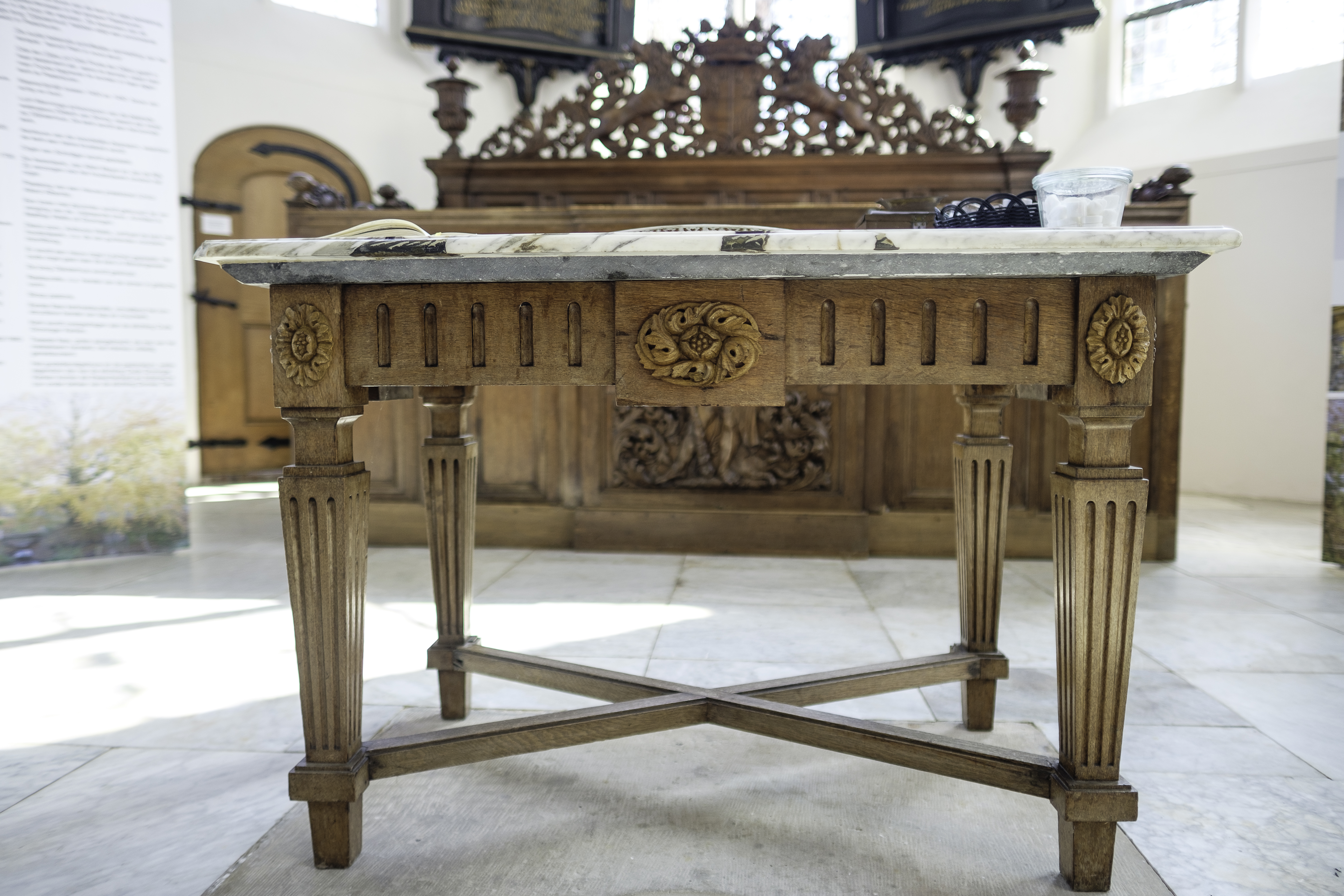
Avondmaalstafel uit begin 19e eeuw (Mattheus en Anthonie Walles)
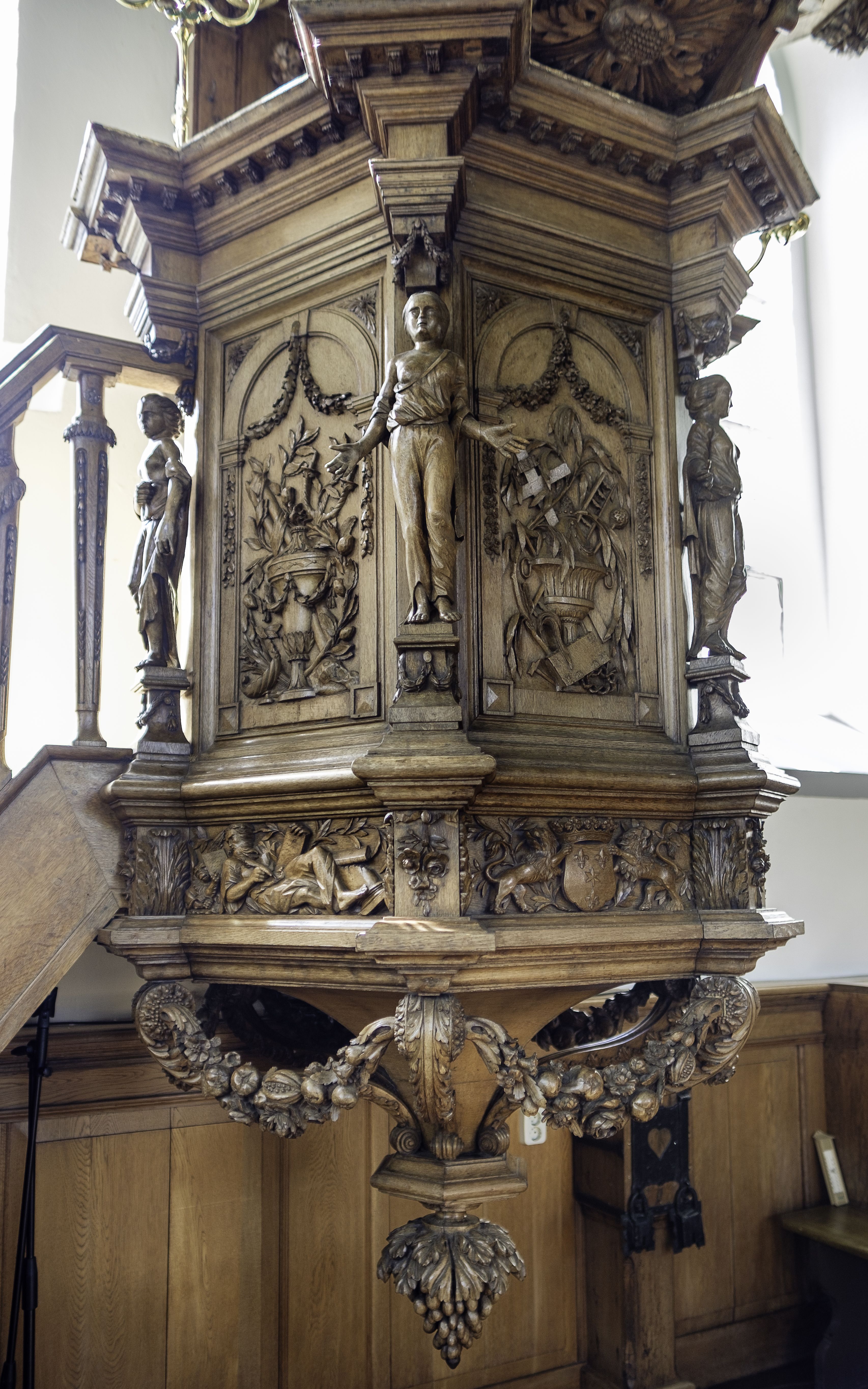
De rijk versierde kuip van de kansel
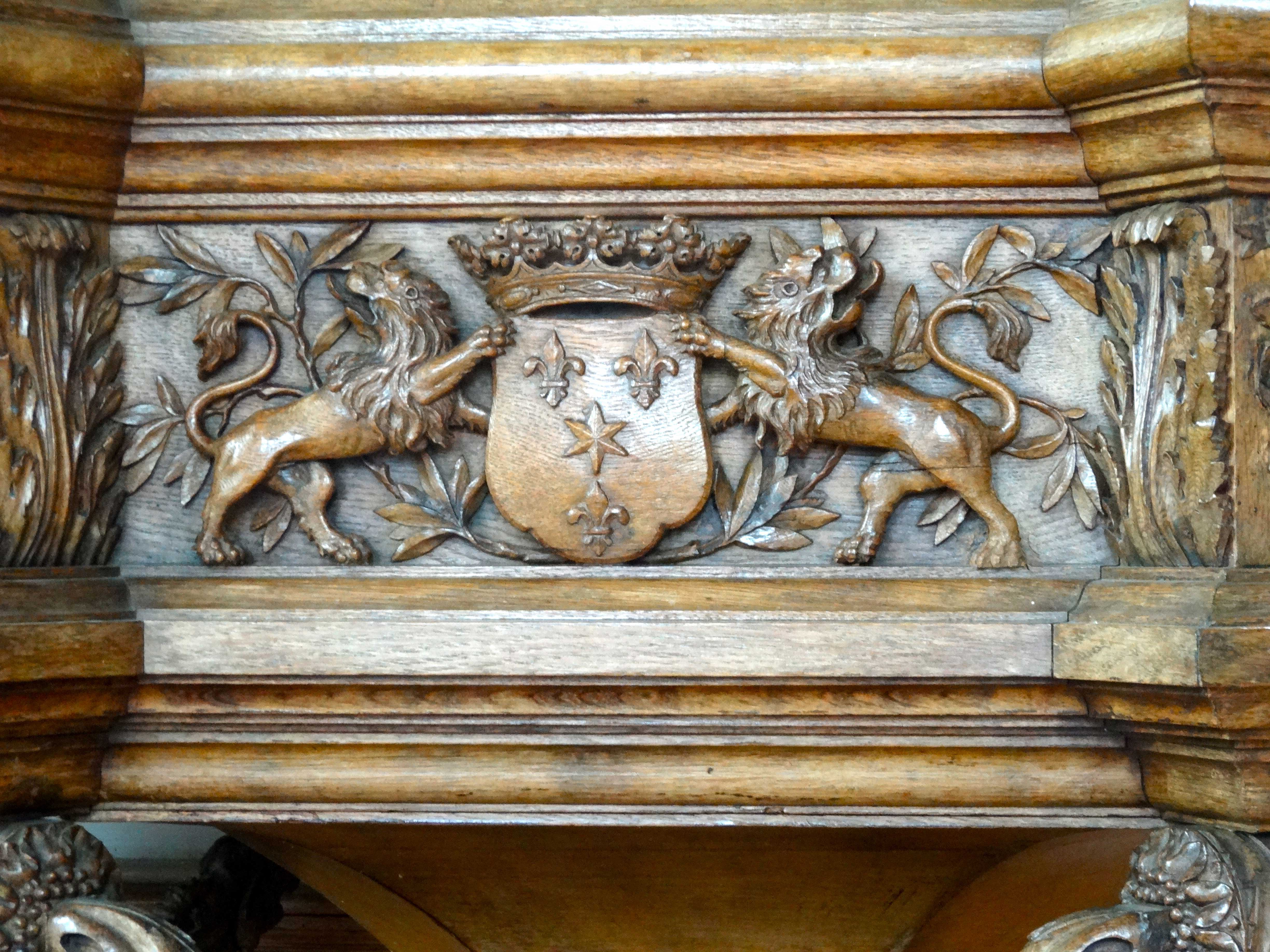
detail preekstoel (wapen Alberda)
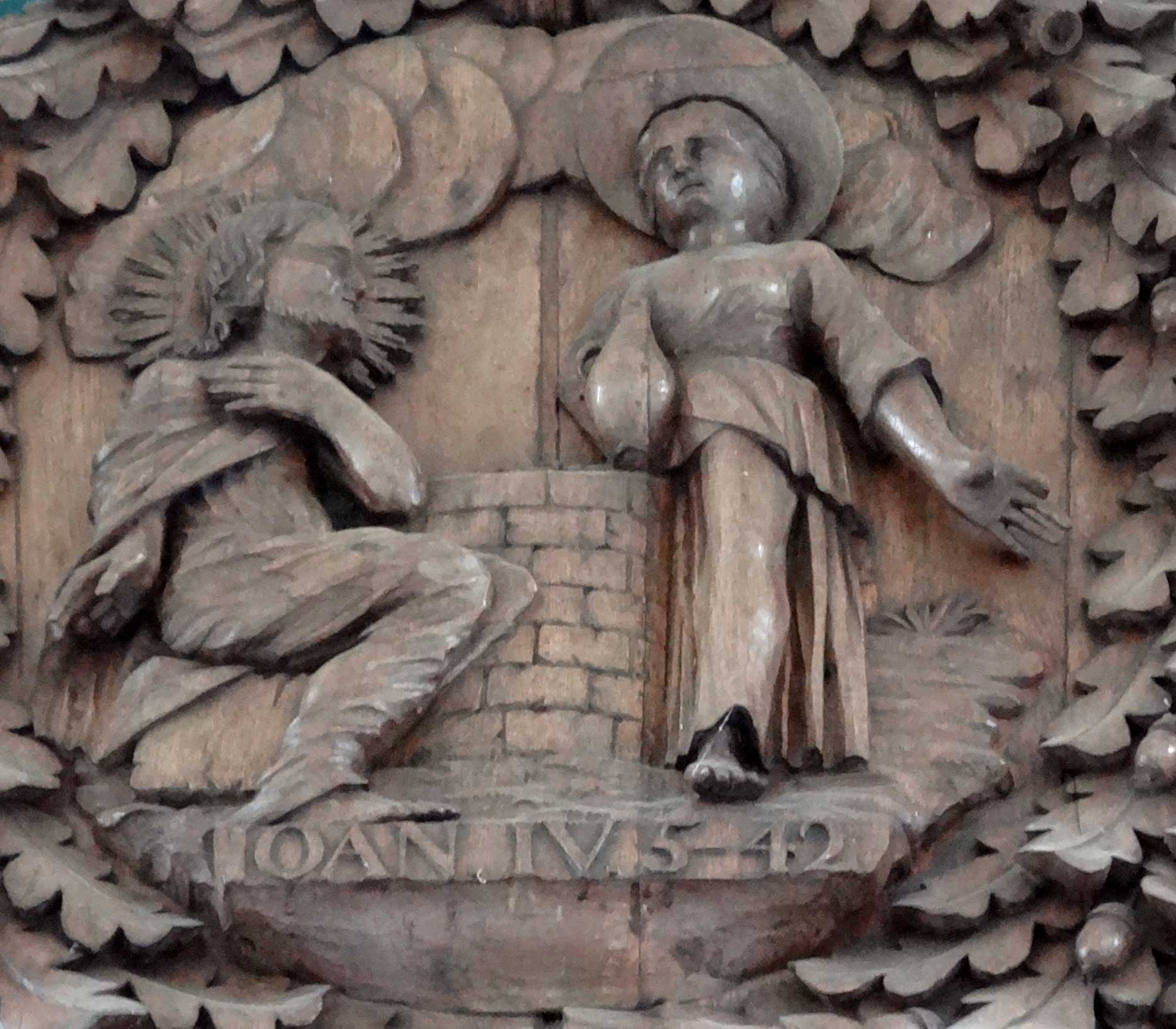
detail triomfboog (Christus en de Samaritaanse vrouw)
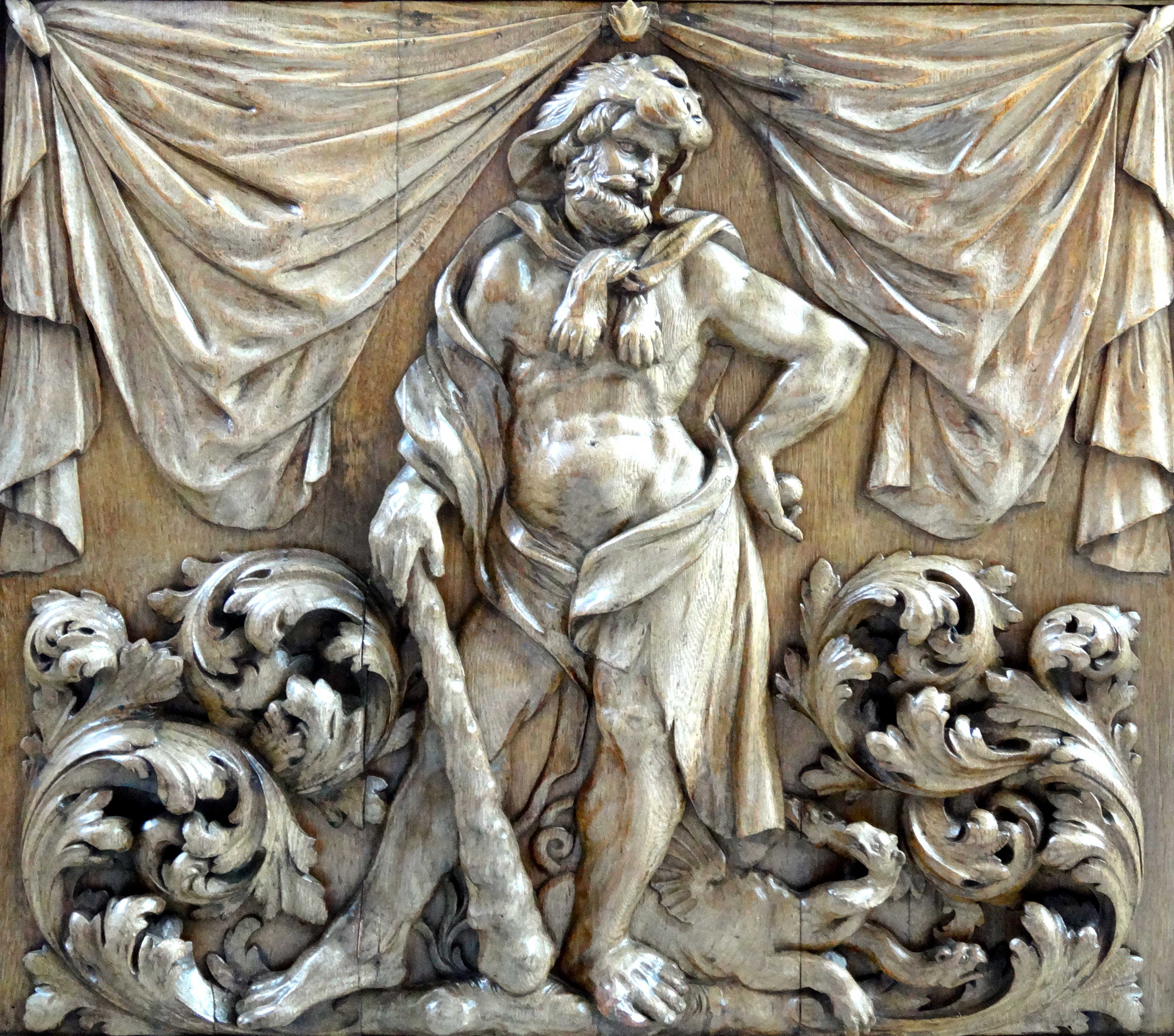
detail herenbank (Hercules)

## Domies toen
De vroegere bij de kerk gelegen pastorie is afgebroken. De bijbehorende tuin Domies Toen is tegenwoordig een ecologisch beheerde tuin met een natuurtuin, een kruidentuin, een rozentuin, een slingertoen, hooiland, een dobbe en plantenborders. Het bijbehorende theehuis is in de vroeg-18e-eeuwse staat hersteld.